# Wspólnota Energetyki i Węgla Brunatnego
Wspólnota Energetyki i Węgla Brunatnego – centralna jednostka organizacyjna istniejąca w latach 1987–1990, której celem było zapewnienie zaspokojenia potrzeb gospodarki narodowej i ludności na energię elektryczną oraz prawidłowego i efektywnego ekonomicznie wykorzystywania zasobów węgla brunatnego.

## Powołanie Wspólnoty
Na podstawie ustawy z 1987 r. o utworzeniu Wspólnoty Energetyki i Węgla Brunatnego ustanowiono Wspólnotę.

## Przedmiot działania Wspólnoty
Wspólnota była zgrupowaniem przedsiębiorstw państwowych oraz innych państwowych jednostek organizacyjnych, których przedmiotem działania było:
- wytwarzanie, przetwarzanie, przesyłanie oraz dostarczanie energii elektrycznej odbiorcom,
- wytwarzanie energii cieplnej w połączeniu z wytwarzaniem energii elektrycznej,
- wydobywanie i przetwarzanie węgla brunatnego,
- techniczna i handlowa obsługa odbiorców energii elektrycznej,
- projektowanie, modernizacja, remonty elektrowni i elektrociepłowni, w tym jądrowych, oraz sieci elektroenergetycznych,
- projektowanie, budowa, rozbudowa, modernizacja i remonty kopalń węgla brunatnego,
- ochrona środowiska przed ujemnymi skutkami działalności uczestników Wspólnoty,
- prowadzenie prac naukowo-badawczych i wdrożeniowych.

Wspólnota posiadała osobowość prawną.

## Zadania Wspólnoty
Do zadań Wspólnoty należało w szczególności:
- ustalanie wieloletnich i rocznych planów Wspólnoty w zakresie gospodarki narodowej i ludności określone w planach społeczno-gospodarczych,
- uzgadnianie z uczestnikami Wspólnoty ich planów oraz ustalanie wieloletnich i rocznych zadań w zakresie produkcji energii elektrycznej oraz wydobycia i przetwarzania węgla brunatnego dla każdego przedsiębiorstwa w celu zapewnienia realizacji zadań Wspólnoty,
- programowanie i organizowanie przedsięwzięć inwestycyjnych, polegających na budowie i rozbudowie elektrowni, elektrociepłowni i sieci elektroenergetycznych i kopalni węgla brunatnego oraz zakładów towarzyszących i infrastruktury, niezbędnych do zaspokajania potrzeb,
- zapewnianie dostaw energii elektrycznej o właściwych parametrach oraz niezawodności działania systemu elektroenergetycznego,
- działanie na rzecz zapewnienia rozwoju i optymalnego wykorzystania posiadanych zdolności produkcyjnych uczestników Wspólnoty,
- programowanie, organizacja i wdrażanie postępu naukowo-technicznego,
- działanie na rzecz ochrony środowiska,
- prowadzenie działalności handlowej i technicznej w zakresie międzynarodowego obrotu energią elektryczną,
- programowanie potrzeb w zakresie produkcji maszyn i urządzeń energetycznych oraz maszyn i urządzeń dla kopalni węgla brunatnego,
- zapewnienie współdziałania krajowego systemu elektroenergetycznego z systemami innych państw na zasadach efektywnych ekonomicznie,
- racjonalne gospodarowanie środkami będącymi w dyspozycji Wspólnoty,
- gromadzenie i gospodarowanie scentralizowanymi funduszami Wspólnoty,
- prowadzenie rozliczeń finansowych z budżetem państwa z tytułu dotacji budżetowych i podatku dochodowego,
- podejmowanie niezbędnych działań na rzecz poprawy stanu bezpieczeństwa i higieny pracy oraz warunków socjalno-bytowych załóg uczestników Wspólnoty,
- organizowanie szkolnictwa zawodowego na potrzeby uczestników Wspólnoty.

Wspólnota dysponowała mocą urządzeń energetycznych przyłączonych do wspólnej sieci elektroenergetycznej, w zakresie ustalonym przez Ministra Przemysłu.

## Organy Wspólnoty
Organami Wspólnoty była rada nadzorcza oraz dyrektor generalny Wspólnoty.
Do zadań rady nadzorczej należy w szczególności:
- analizowanie i kontrola realizacji ustawowych celów i zadań Wspólnoty, z uwzględnieniem efektywności ekonomicznej i potrzeb rozwojowych,
- uchwalanie planów Wspólnoty,
- przyjmowanie bilansów energii elektrycznej oraz węgla brunatnego,
- dokonywanie na wniosek dyrektora generalnego Wspólnoty podziału środków będących w dyspozycji Wspólnoty i ustalanie kierunków ich wykorzystania,
- określanie zasad ustalania cen wewnętrznych energii elektrycznej i cieplnej oraz węgla brunatnego,
- ustalanie kierunków inwestowania na okresy pięcioletnie i dłuższe, z uwzględnieniem prognoz zapotrzebowania na energię elektryczną oraz węgiel brunatny,
- wyrażanie zgody na utworzenie spółki przez Wspólnotę oraz na zawarcie wieloletnich umów o współpracy z innymi podmiotami gospodarczymi,
- zatwierdzanie programów Wspólnoty w zakresie postępu technicznego, bezpieczeństwa pracy i ochrony środowiska,
- dokonywanie corocznej oceny działalności Wspólnoty i dyrektora generalnego Wspólnoty oraz zatwierdzanie zbiorczego bilansu finansowego Wspólnoty,
- przedstawianie właściwym organom administracji państwowej propozycji dotyczących kształtowania ekonomicznych warunków funkcjonowania energetyki oraz racjonalizacji zużycia energii elektrycznej,
- rozpatrywanie innych spraw określonych w niniejszej ustawie oraz w odrębnych przepisach, a także przedstawianych przez dyrektora generalnego Wspólnoty.

## Skład rady nadzorczej
W skład rady nadzorczej wchodziło:
- dwunastu przedstawicieli załóg uczestników Wspólnoty,
- czterech przedstawicieli Ministra Przemysłu,
- po jednym przedstawicielu: Komisji Planowania przy Radzie Ministrów, Komitetu do Spraw Nauki i Postępu Technicznego przy Radzie Ministrów, Minister Finansów, Minister Rynku Wewnętrznego, Minister Współpracy Gospodarczej z Zagranicą oraz banku finansującego Wspólnotę,
- trzech przedstawicieli głównych odbiorców energii elektrycznej określonych przez Ministra Przemysłu.

Wyborów członków rady nadzorczej dokonywano na zebraniach elektorów w okręgach wyborczych większością głosów w obecności co najmniej 3/4 liczby elektorów.
Kadencja członka rady nadzorczej reprezentującego załogę uczestnika Wspólnoty trwała 5 lat. Rada nadzorcza liczyła 25 członków.

## Prezes rady nadzorczej
Prezesa rady nadzorczej oraz wiceprezesa powoływał i odwoływał Minister Przemysłu spośród członków rady nadzorczej.
Do obowiązków prezesa rady nadzorczej należało:
- organizowanie i koordynowanie prac rady nadzorczej,
- zwoływanie posiedzeń rady nadzorczej i przewodniczenie jej obradom,
- nadzór nad przygotowaniem dokumentów będących przedmiotem posiedzeń rady nadzorczej,
- reprezentowanie stanowiska rady nadzorczej wobec Ministra Przemysłu oraz innych organów.

## Dyrektor generalny Wspólnoty
Dyrektora generalnego Wspólnoty powoływał i odwoływał Minister Przemysłu po zasięgnięciu opinii rady nadzorczej.
Do zadań dyrektora generalnego Wspólnoty należało w szczególności:
- opracowywanie projektów planów Wspólnoty,
- uzgadnianie z uczestnikami Wspólnoty ich planów oraz ustalanie wieloletnich i rocznych zadań w zakresie produkcji energii elektrycznej oraz wydobycia i przetwarzania węgla brunatnego dla każdego przedsiębiorstwa w celu zapewnienia realizacji zadań Wspólnoty,
- opracowywanie projektów bilansów energii elektrycznej oraz węgla brunatnego,
- dysponowanie mocą urządzeń energetycznych przyłączonych do wspólnej sieci elektroenergetycznej w zakresie ustalonym przez Ministra Przemysłu,
- ustalanie cen wewnętrznych energii elektrycznej i cieplnej oraz węgla brunatnego,
- prowadzenie rozliczeń z budżetem państwa z tytułu dotacji budżetowych i podatku dochodowego,
- gospodarowanie funduszami Wspólnoty,
- podejmowanie, w ramach środków będących w dyspozycji Wspólnoty, decyzji o inwestycjach,
- sporządzanie zbiorczego bilansu finansowego Wspólnoty,
- podejmowanie działań w celu zapewnienia rozwoju i efektywnego wykorzystywania zdolności produkcyjnych uczestników Wspólnoty,
- organizowanie wspólnych prac mających na celu eliminowanie ujemnego wpływu działalności uczestników Wspólnoty na środowisko naturalne,
- organizowanie technicznej i handlowej obsługi odbiorców,
- programowanie i organizowanie prowadzenia prac badawczo-rozwojowych służących realizacji zadań Wspólnoty, zwłaszcza w dziedzinie produkcji energii elektrycznej i cieplnej oraz bezpieczeństwa i higieny pracy,
- wykonywanie zadań w zakresie obronności i bezpieczeństwa państwa oraz innych zadań określonych w odrębnych przepisach.

## Dochody Wspólnoty
Dochodami funduszu były:
- części wpłat uczestników Wspólnoty na Centralny Fundusz Rozwoju Nauki i Techniki,
- wpłaty uczestników Wspólnoty z ich funduszów postępu techniczno-ekonomicznego, na zasadach określonych przez radę nadzorczą.

Minister – Kierownik Urzędu Postępu Naukowo-Technicznego i Wdrożeń określał, jaki procent wpłat uczestników Wspólnoty na Centralny Fundusz Rozwoju Nauki i Techniki podlega przekazaniu na fundusz postępu techniczno-ekonomicznego Wspólnoty. Wspólnota mogła tworzyć inne fundusze określone przez radę nadzorczą za zgodą Ministra Finansów.

## Zniesienie Wspólnoty
Na podstawie ustawy z 1990 r. o likwidacji Wspólnoty Węgla Kamiennego i Wspólnoty Energetyki i Węgla Brunatnego oraz o zmianie niektórych ustaw zniesiono Wspólnotę.